# Ilhéu da Forja
O ilhéu da Forja é um ilhéu situado na freguesia de São Martinho, Funchal, na Região Autónoma da Madeira, Portugal.